# 셀림 아말라
셀림 아말라(아랍어: سليم أملاح, Selim Amallah, 1996년 11월 15일 ~ )는 벨기에에서 태어난 모로코의 축구 선수로, 현재 스페인 라리가의 발렌시아와 모로코 축구 국가대표팀에서 미드필더로 뛰고 있다.

## 클럽 경력
Amallah은 2019년에 스탠다드 리에쥬에 합류했다. 2020년 11월에는 벨기에 일부 원조선수가 획득하는 벨기에 프로리그 최우수 선수에게 수여되는 벨기에 사자상을 수상했다.
2023년 1월 31일, Amallah은 라 리가 구단 레알 발라돌리드와 4년 반 계약을 체결했다. 2023년 8월 29일, Amallah은 스페인 최상급 리그인 발렌시아 CF로 1년 임대 계약을 통해 이적했다.